# Naoya Gōmoto
Naoya Gōmoto (郷本 直也, Gōmoto Naoya, n. 25 de abril de 1980 en Osaka, Japón) es un actor japonés.
Entre sus papeles más conocidos está el de Kaoru Kaidoh en el musical de Prince of Tennis, siendo parte del primer cast de dicha serie de musicales y el de Shūhei Hisagi en el musical de Bleach.
Entre sus aficiones están caminar, ir de compra, montar en bici y en monto y dormir. Sabe tocar el piano y la guitarra y Juega al baloncesto. Sus comidas favoritas son el helado, el pudin, la carne del BBQ y los tallarines con pollo.

## Televisión
- 幸せ咲いた
- Tokusō Sentai Dekaranger - Vino/Gigantes (Capítulo 11)

## Seiyuu
- Eyeshield 21 - Seijuro Shin
- Katekyō Hitman Reborn! - Zakuro

## Musicales
TENIMYU: MUSICAL "THE PRINCE OF TENNIS"
- The Prince of Tennis Musical (2003) - Kaoru Kaidoh
- The Prince of Tennis Musical: Remarkable 1st Match Fudomine (2003-2004) - Kaoru Kaidoh
- The Prince of Tennis Musical: Dream Live 1st (2004) - Kaoru Kaidoh
- The Prince of Tennis Musical: More Than Limit St. Rudolph Gakuen (2004) - Kaoru Kaidoh
- The Prince of Tennis Musical: Side Fudomine ~Special Match~ (invierno del 2004-2005) - Kaoru Kaidoh
- The Prince of Tennis Musical: Dream Live 7th (2010) - Kaoru Kaidoh

Rock Musical BLEACH
- Rock Musical BLEACH: Bankai Show Code 001 - Shūhei Hisagi
- Rock Musical BLEACH: No Clouds in the Blue Heaven - Shūhei Hisagi
- Rock Musical BLEACH: The All - Shūhei Hisagi
- Rock Musical BLEACH: Bankai Show Code 002 - Shūhei Hisagi
- Rock Musical BLEACH: Bankai Show Code 003 - Shūhei Hisagi

Otros trabajos en teatro
- Switch!
- GO!BANG!BANK!
- Kiss Me You～がんばったシンプー達へ～
- 同期の桜
- 11人いる！
- 自由という名のレール
- パリアッチ
- 258
- Saiyuki - Sha Gojyo
- Dear Boys - Yuji Kondo
- Peace Maker
- Koutetsu Sangokushi, Kageki Buta

## Trivial
Naoya participó en el videoclip de Timeless de Kimeru junto a otros compañeros de Tenimyu Sota Aoyama and Eiji Takigawa.